# Air Spain
Air Spain fue una aerolínea chárter española que operó desde 1965 a 1975. Su base estaba en el Aeropuerto de Mallorca, en Palma de Mallorca, España. La compañía se declaró en bancarrota en 1975, año en el que dejó de operar y vendió toda su flota.

## Historia
Air Spain fue creada en el año 1965 por el Teniente General Rafael García Valiño y el Banco del Noroeste. Su director general era José María Rivero de Aguilar y su Director de operaciones el Coronel Carbó. Ambos directores eran conocidos cercanos del General García Valiño y todos ellos eran militares, lo que les facilitó una buena relación con el director general de Aviación Civil e hizo posible que adquirieran las licencias pertinentes rápidamente, algo muy común durante la dictadura franquista.
La aerolínea comenzó sus operaciones en mayo de 1967 usando un Bristol Britannia. Con la intención de modernizar su flota, los Britannias fueron reemplazados entre 1971 y 1973 por DC-8-20. Como resultado del creciente coste de las operaciones debido a la falta de pasajeros durante los meses de invierno y la crisis del petróleo de 1973, la aerolínea tuvo que cesar sus operaciones en febrero de 1975.
Ya sin operar, la compañía seguiría existiendo en 1983 cuando Rumasa es intervenida por el estado. Air Spain pretenecía al holding desde que en 1974 el Banco del Noroeste pasara a formar parte de Rumasa.

## Flota

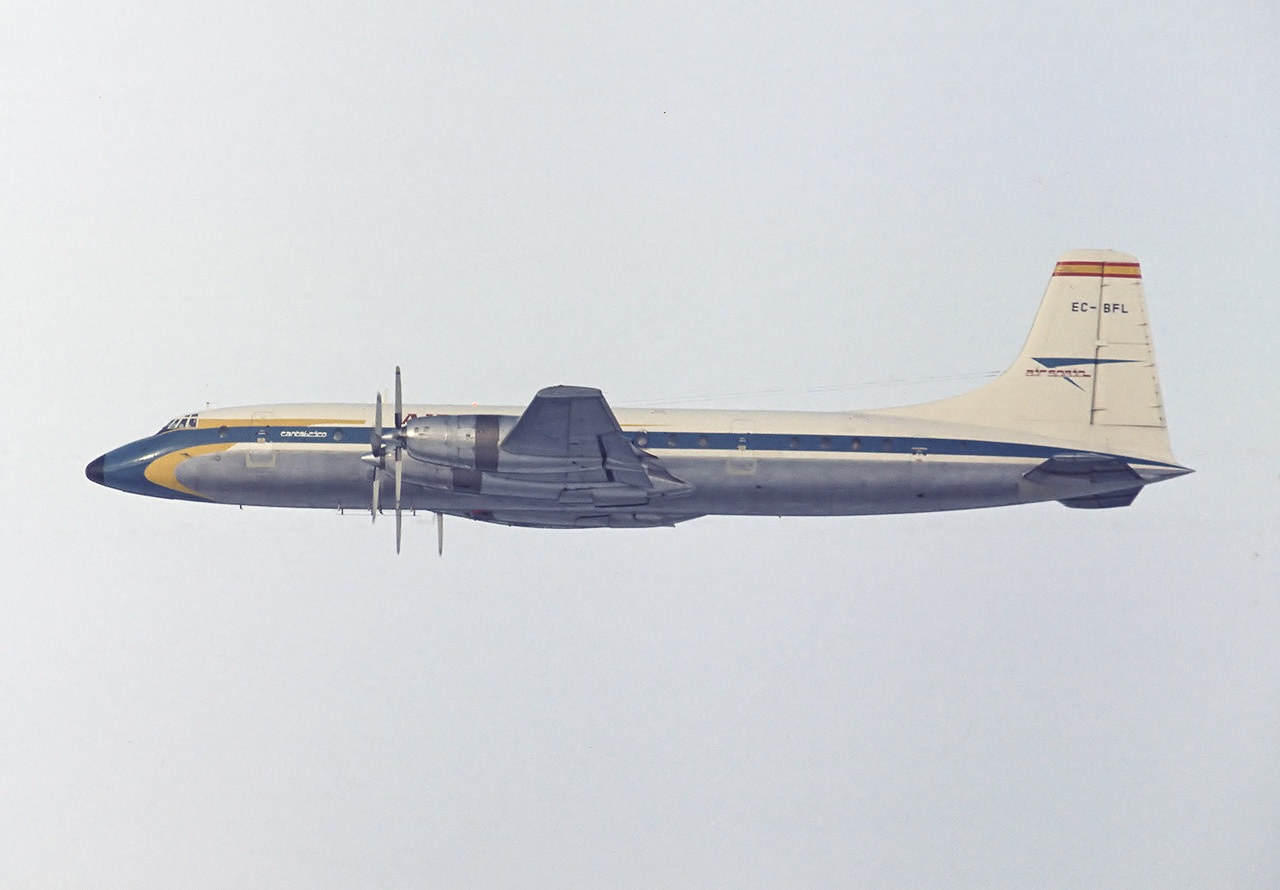
Un Bristol Britannia en pleno vuelo de Air Spain.

La flota de la compañía estuvo compuesta por las siguientes aeronaves:
| Aeronaves         | Total | Introducido | Retirado | Matrículas                                      |
| ----------------- | ----- | ----------- | -------- | ----------------------------------------------- |
| Bristol Britannia | 4     | 1966        | 1973     | EC-WFL (rrg. EC-BFL), EC-BFK, EC-BSY y EC-BFJ   |
| Douglas DC-8      | 6     | 1971        | 1975     | EC-BXR, EC-CAD, EC-CDB, EC-BZQ, EC-CAM y EC-CDA |